# Замок Кастийон
Замок Кастийон (фр. château de Castillon) — средневековый замок, расположенный во французской коммуне Арангос в департаменте Ланды региона Аквитания. Его фасады и кровля, исключая современный флигель, сооружённый справа от главного здания, 9 декабря 1948 года внесены в дополнительный список национальных исторических памятников.
Замок выполнен в стиле Людовика XIII. Он был возведён в XVII веке по проекту архитектора Гратьена де Лэрма, за исключением его западной части или так называемого «нового крыла», которое построено в XIX веке бароном Жераром.
Замок входит в число самых красивых замков департамента благодаря своему величию и благородному стилю; здание имеет изящные люкарны, кровлю и фасады, а также регулярный парк, проектированный ландшафтным дизайнером Андре.
14 апреля 1653 года замок был захвачен шевалье д'Обтерром, и в его стенах содержалось 40 пленённых членов шайки Бальтазара, известного фрондёра.
Спустя два столетия стены замка принимали писателя Теофиля Готье, который приехал сюда по семейным причинам. Первые сцены его приключенческого романа Капитан Фракасс происходят в этом замке, вдохновившем писателя. В первой главе романа, названной «Обитель горести» говорится:

На склоне одного из безлесных холмов, горбами вздымающих ланды между  Даксом и Мон-де-Марсаном, расположена была в царствование Людовика XIII дворянская усадьба — из тех, что так часто встречаются в Гаскони и среди крестьян высокопарно именуются замками.
Оригинальный текст (фр.)Sur le revers d’une de ces collines décharnées qui bossuent les Landes, entre Dax et Mont-de-Marsan, s’élevait, sous le règne de Louis XIII, une de ces gentilhommières si communes en Gascogne, et que les villageois décorent du nom de château.
— Теофиль Готье, «Капитан Фракасс»